# Mahadevapura
Mahadevapura é uma cidade localizada no distrito de Bangalore, no estado indiano de Karnataka.

## Demografia
Segundo o censo de 2001, Mahadevapura tinha uma população de mais de 135 597 habitantes. Os indivíduos do sexo masculino constituem 54% da população e os do sexo feminino 46%. Mahadevapura tem uma taxa de literacia de 73% de gordura trans, superior à média nacional de 59,5%: a literacia no sexo masculino é de 79% e no sexo feminino é de 66%. Em Mahadevapura, 12% da população está abaixo dos 6 anos de idade.